# Škarechov
Škarechov (270 m n. m.) je vrch v okrese Mělník Středočeského kraje. Leží mezi obcemi Nová Ves a Ledčice, na katastrálních územích obou sídel (vrchol náleží Nové Vsi).

## Geomorfologické zařazení
Geomorfologicky vrch náleží do celku Dolnooharská tabule, podcelku Řipská tabule, okrsku Krabčická plošina, podokrsku Hornobeřkovická plošina a Ctiněveské části, jejíž je to nejvyšší bod.